# اتحاد خانيونس
اتحاد خانيونس هو نادي كروي فلسطيني تأسَّس عام 1994 ويُمثّل مدينة خانيونس كما يملكُ واحدة من أكبر القواعد الجماهيريّة على مستوى قطاع غزة. يُشرف على قيادة النادي في الوقتِ الحالي المدرب الفلسطيني غسَّان البلعاوي فيما يرأسهُ الفلسطيني الآخر جمال الفرا ويُنافس في عدّة منافسات على رأسها الدوري الفلسطيني الممتاز لقطاع غزة.

## التاريخ
تأسَّسَ اتحاد خانيونس عام 1994 في مدينة خانيونس بقطاع غزّة ومع ذلك فهوَ لم يفز أبدًا بأي بطولة دوري ولم يهبط في الوقتِ ذاته للدرجة الأولى من قبل.
واجهَ النادي شأنه شأن معظم الفُرق الكروية الفلسطينية صعوبات جمَّة منها عدم وجود مقر ومنشآت رياضية، وقلة الموارد المالية ومع ذلك فقد استمرّ ولا زال يُحاول المنافسة كل عامٍ على بطولة الدوري أو أيّ بطولة أخرى يُشارك فيها.

### الديربي
يجمعُ اتحاد خانيونس ديربيًا معَ الأندية القريبة منه في خانيونس وبالضبطِ مع شباب خانيونس وخدمات خانيونس مع أن الديربي انحصرَ مؤخرًا على المباراة بين الاتحاد والشباب بعدما سقطَ الخدمات – الذي له قاعدة جماهيرية كبيرة نوعًا ما هو الآخر – للدرجة الأولى.

## البطولات والإنجازات
خاضَ اتحاد خانيونس تصفيات الدوري التصنيفي عام 1995، وحصل على المركز الثالث، فصعد إلى الدوري الممتاز وذلك في أول سنةٍ من تأسيسه. احتلَّ الفريق الأول المركز السابع في بطولة الدوري الممتاز عام 1997، وهي أول سنة لهُ في ذاك الدوري. حصلَ اتحاد خانيونس تحت 18سنة على بطولة كأس الشهيد أحمد مفرج كما حصل فريقُ تحت 17 سنة على بطولة شهداء فلسطين التي أُقيمت على في رفح فيمَا حصل اتحاد خانيونس تحت 16سنة على المركز الثاني في بطولة محمد الدلو. حصل اتحاد خانيونس تحت 19 سنة على المركز الثاني في بطولة قطاع غزة وكان الفريق الأول قد وصلَ في بطولة كأس القطاع إلى الدور قبل النهائي، لمدة عامين متتالين (2002-2003). حصلَ الفريق الأول أيضًا على بطولة كأس الشهيد عارف حرز الله، وبطولة كأس الشهيد أسامة النجار.
- بطولة طوكيو للشباب في قطاع غزة
  - 2019 على نادي خدمات البريج.
  - 2021 على نادي الصداقة
- نهائي بطولة طوكيو للشباب في فلسطين 2019
  - على نادي شباب الخليل.[5]
- نهائي بطولة طوكيو للشباب في فلسطين 2022
  - على نادي ثقافي طولكرم.

## الطاقم

### الهيئة الإدارية
هذه هي الهيئة الإدارية لنادي اتحاد خانيونس:
- جمال الفرا (رئيس المجلس)
- علي العقاد (نائب رئيس المجلس)
- إبراهيم العقاد (أمين السر)
- إيهاب الآغا (الناطق الإعلامي)
- جهاد الفرا (أمين الصندوق)
- كمال محفوظ (مدير المشاريع)
- عماد البيوك (المشرف الرياضي)

### قائمة اللاعبين
هذه قائمة لاعبي نادي اتحاد خانيونس مرتبةً من الحراسة إلى الدفاع ثمّ خطّ الوسط وأخيرًا الهجوم:
- أحمد الشاعر (حارس)
- هشام البيوك (حارس)
- عماد أبو عبيدة (حارس)
- سليمان زيدان (حارس)
- حسين السدودي (دفاع)
- إبراهيم أبو طير (دفاع)
- جهاد اصليح (دفاع)
- خالد النبريص (دفاع)
- خالد عياش (دفاع)
- محمد عاشور (دفاع)
- نبيل صيدم (دفاع)
- رمضان شبير (دفاع)
- طارق العايدي (دفاع)
- أحمد اللولحي (وسط)
- أنور عمران (وسط)
- حازم البيوك (وسط)
- حازم الغلبان (وسط)
- كرم الحلاق (وسط)
- خليل مطر (وسط)
- لؤي أبو طير (وسط)
- معالي كوارع (وسط)
- مروان الترابين (سط)
- محمد أبو حبيب (وسط)
- محمد النجار (وسط)
- مهند المصري (وسط)
- عدي الغلبان (وسط)
- سعيد شبلاق (وسط)
- توفيق أبو جويد (وسط)
- أحمد العكاوي (هجوم)
- هيثم النجار (هجوم)
- محمد الريخاوي (هجوم)
- محمد بركات (هجوم)
- عمر أبو شقرة (هجوم)
- رامي البيوك (هجوم)
- شريف معمر (هجوم)